# Painkiller: Overdose
Painkiller: Overdose je videohra z roku 2007. Jedná se o volné pokračování polské hry Painkiller. Za Overdose stojí české studio Mindware Studios. To jej původně vytvářelo jako modifikaci původní hry, ale povedlo se mu zaujmout vydavatele, který se projekt rozhodl podpořit.

## Hratelnost
Hratelnost je prakticky stejná jako u původní hry. Hráč vejde do určitého prostoru, který se uzavře, a následně jej napadne větší množství nepřátel. Až je pobije, tak se mu obnoví zdraví a může jít dále. Hra má 17 úrovní, kde hráč čelí 40 druhům monster a 3 bossům. Oproti první hře přibylo 8 zbraní.

## Příběh
Hlavním hrdinou hry je Belial, napůl démon a napůl anděl. Byl zavržen jak peklem, tak nebem. Lucifer jej navíc na dlouhá staletí uvěznil, ale poté, co Daniel Garner porazil Lucifera, se Belial dostal na svobodu. Tak začíná jeho krvavá cesta za pomstou.

## Přijetí
Hra získala mírně nadprůměrná hodnocení. Průměrné skóre získané v recenzích je 64 %.